# Connor Anthony
Connor Van „Buzz“ Anthony (* 4. September 1998 in Arnold (Maryland)) ist ein US-amerikanischer Basketballspieler.

## Laufbahn
Der aus Arnold im US-Bundesstaat Maryland stammende Anthony spielte als Jugendlicher Basketball an der Archbishop Spalding High School sowie danach von 2017 bis 2022 in der dritten NCAA-Division für die Mannschaft des Randolph-Macon Colleges im Bundesstaat Virginia. 2022 führte er Randolph-Macon zum Gewinn des Meistertitels in der dritten NCAA-Division. Das Fachportal d3hoops.com ehrte ihn als besten Spieler der Saison 2021/22 in der dritten NCAA-Division. Er wurde viermal als Spieler des Jahres der Old Dominion Athletic Conference ausgezeichnet. Mit insgesamt 798 Korbvorlagen und 256 Ballgewinnen stellte er an der Hochschule Bestmarken auf, seine 1988 erzielten Punkte reihten ihn in der Bestenliste der Mannschaft auf dem dritten Platz ein.
Im Sommer 2022 nahm Anthony ein Vertragsangebot des deutschen Zweitligisten Paderborn Baskets an. Mit einem statistischen Mittelwert von 7,3 Korbvorlagen je Begegnung führte er in der Hauptrunde der Saison 2022/23 die 2. Bundesliga ProA an. Ihm gelangen ebenfalls im Durchschnitt 14,2 Punkte pro Spiel und damit ein weiterer Höchstwert der Paderborner Mannschaft.
Anthony wurde während der Sommerpause 2023 von KB Bashkimi Prizren (Kosovo) verpflichtet, Ende Oktober 2023 wechselte er zum deutschen Zweitligisten Artland Dragons.

### Sonstiges
Anthony studierte am Randolph-Macon College Mathematik. Seine Frau Becca spielte an derselben Hochschule ebenfalls bis 2022 Leistungsbasketball.